# هاز سلیمان
هاز سلیمان (عربی: هاز سليمان؛ زادهٔ ۱ ژوئیهٔ ۱۹۷۶) هنرپیشه اهل ایالات متحده آمریکا است.
از فیلم‌ها یا برنامه‌های تلویزیونی که وی در آن نقش داشته‌است می‌توان به ورونیکا مارس، همسر خوب، از پادشاهان و پیامبران، کشتن عیسی و بازدیدکننده اشاره کرد.
همچنین برندهٔ جوایزی همچون جایزه ایندیپندنت اسپیریت شده‌است.

## زندگی شخصی
سلیمان در مصاحبه‌ای با کریستین برادکستینگ نتورک گفت که او هم مسلمان است، هم مسیحی و هم یهودی. در اوت سال ۲۰۱۷، او در پیامی ویدئویی در فیسبوک به عنوان یک همجنس‌گرا آشکارسازی کرد.